# Château de Farnham
Pour les articles homonymes, voir Farnham.
Le château de Farnham est un château du XIIe siècle situé à Farnham, dans le Surrey, en Angleterre. C'est autrefois la résidence des évêques de Winchester.

## Histoire

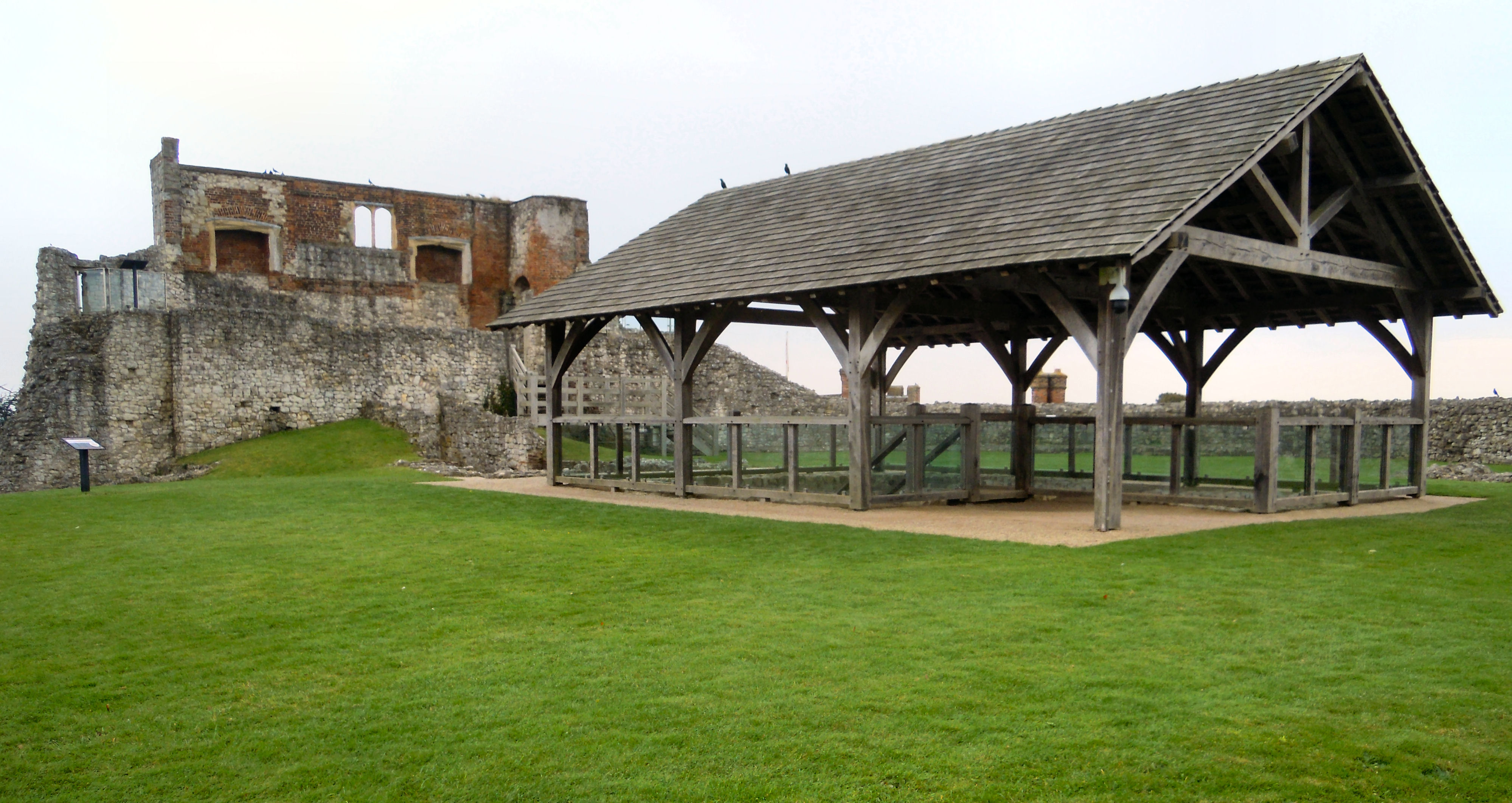
A l'intérieur du donjon.

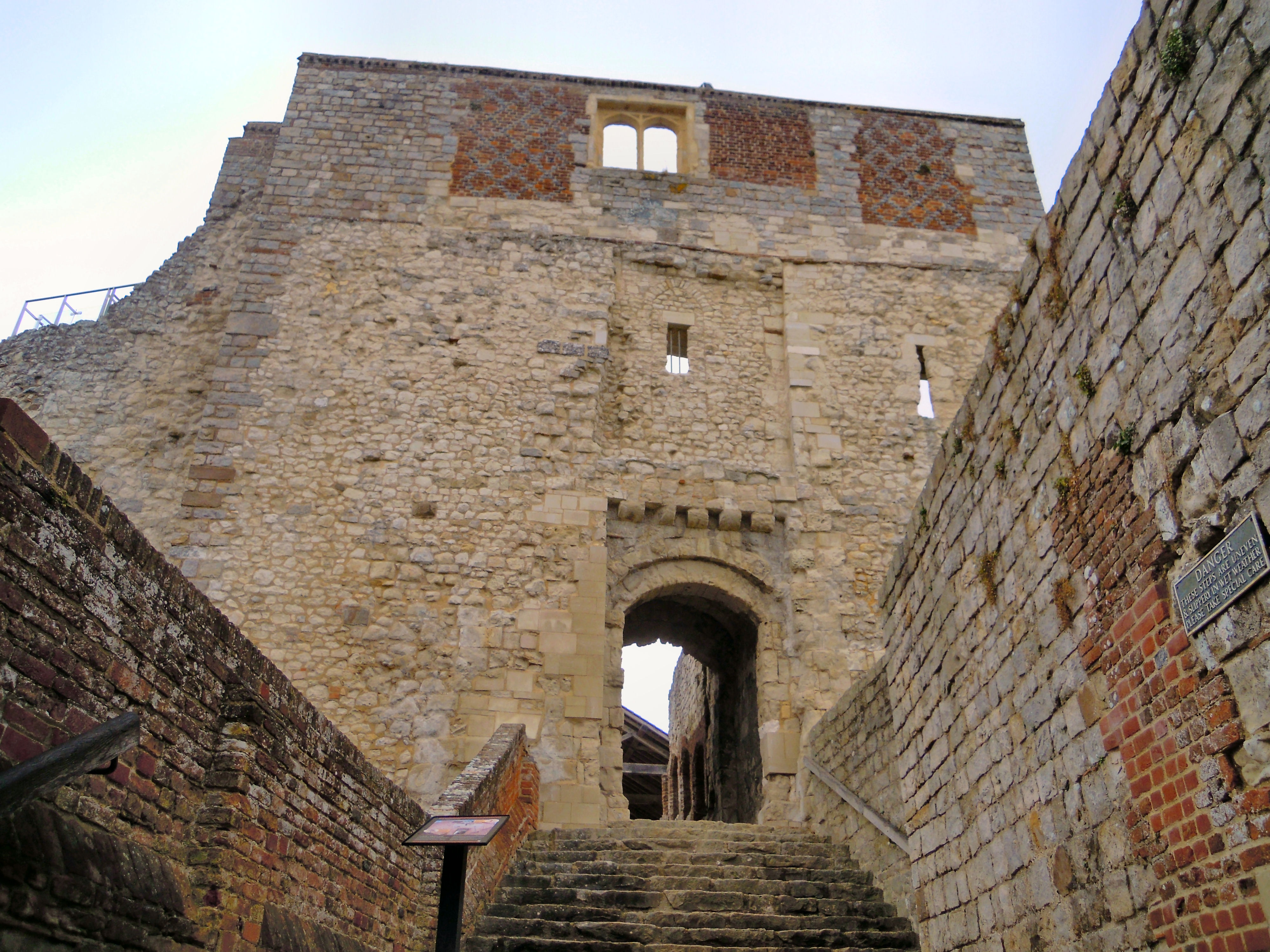
Emplacement du pont-levis du donjon.

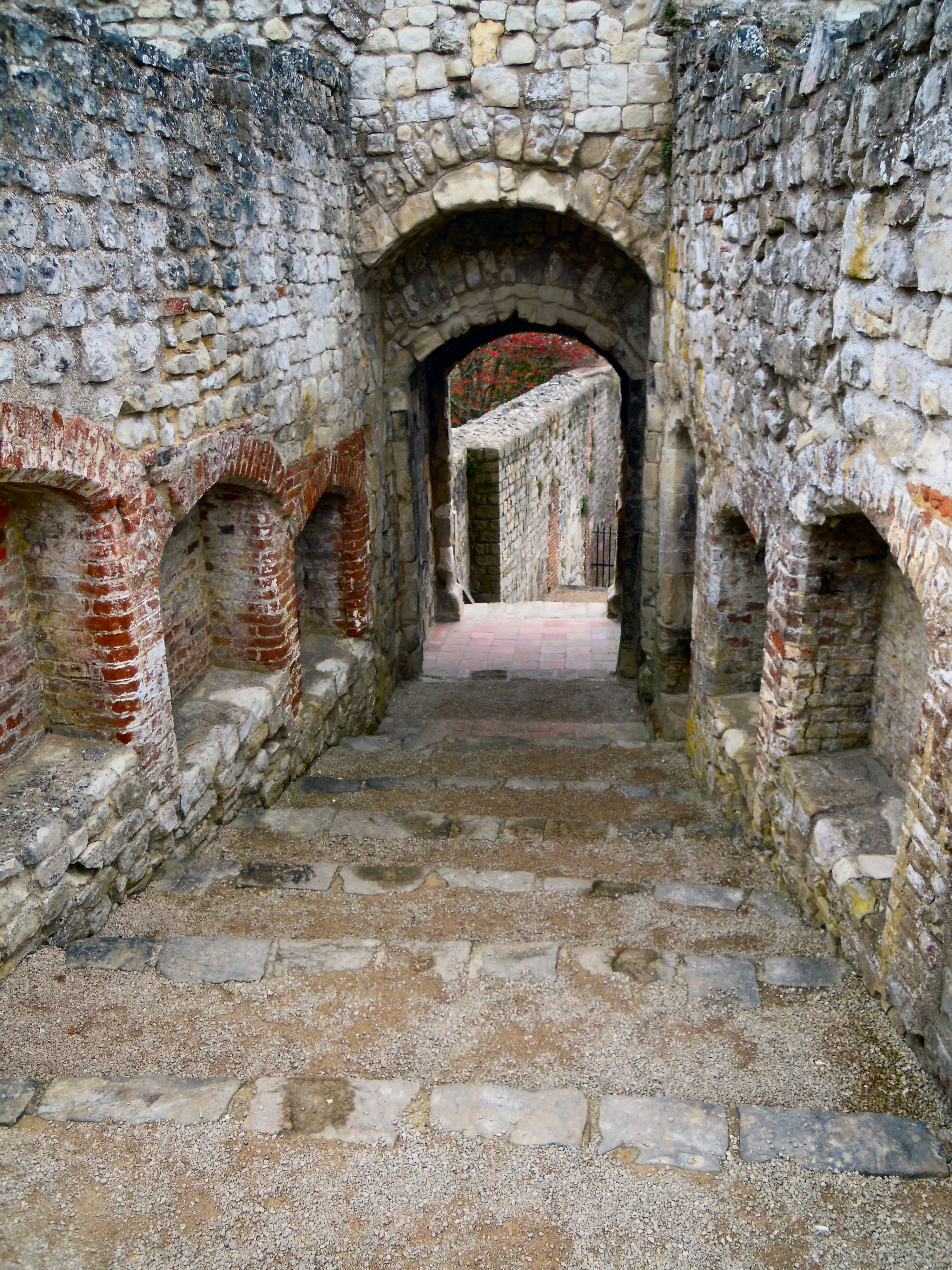
L'entrée du donjon.

Construit en 1138 par Henri de Blois, évêque de Winchester, petit-fils de Guillaume le Conquérant, le château de Farnham devient la demeure des évêques de Winchester pendant plus de 800 ans. Le bâtiment d'origine est démoli par Henri II en 1155 après « l'Anarchie », puis reconstruit à la fin du XIIe et au début du XIIIe siècle. Au début du XVe siècle, c'est la résidence du cardinal Henry Beaufort qui préside le procès de Jeanne d'Arc en 1431. C'est pour cette raison que l'église Sainte-Jeanne d'Arc de Farnham lui est dédiée.
L'architecture du château reflète l'évolution des styles à travers les siècles, ce qui en fait l'un des bâtiments historiques les plus importants du sud de l'Angleterre. Il s'agit d'une forteresse à motte en pierre, occupée presque continuellement depuis le XIIe siècle. La grande motte est formée autour des fondations d'une tour normande puis totalement entourée d'un donjon en coquille, avec des tourelles à contreforts et une guérite peu profonde. Attenante à la motte se trouve une cour intérieure triangulaire, avec des bâtiments domestiques et une tour d'entrée en brique du XVe siècle. La courtine extérieure est flanquée de tours carrées, d'une guérite du XIIIe siècle et d'un grand fossé.
Les écuries ont brûlé lors d'une visite du roi Jacques Ier, d'Anne de Danemark et du prince de Galles en juillet 1609. Le château est de nouveau mis à mal après la guerre civile de 1648. Depuis lors, d'autres bâtiments ont été construits dans le parc du château, les plus impressionnants étant ceux construits par l'évêque George Morley au XVIIe siècle.
Le château s'étend sur 5 acres (20 234,2821 m2) de jardins surplombant la ville de Farnham. Une lettre de 1594 mentionne que de l'argile blanche est extraite à Farnham Park pour fabriquer des récipients à boire utilisés par les avocats de l'Inner Temple de Londres.

### Centre de formation du camouflage

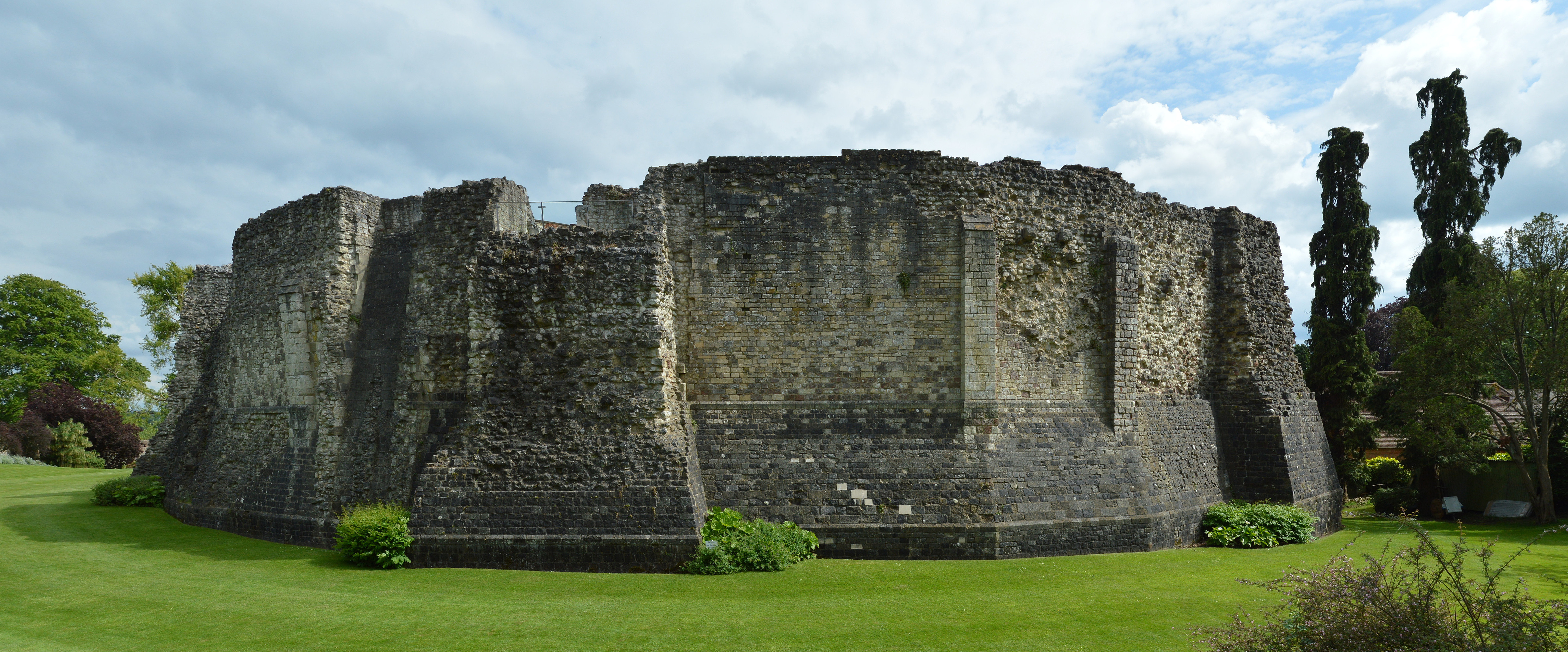
Le donjon du château de Farnham

Pendant la Seconde Guerre mondiale, le château abrite le Centre de développement et de formation du camouflage (CDTC) de la branche camouflage des Royal Engineers. Des artistes tels que Roland Penrose et Julian Trevelyan ainsi que le magicien Jasper Maskelyne sont formés au camouflage militaire.
Depuis 1962, le château est utilisé comme centre de formation et de conférence interculturelle.
Avec l'aide du Heritage Lottery Fund, le donjon et le palais épiscopal ont fait l'objet d'une rénovation complète et sont désormais gérés par le château de Farnham. Le donjon ouvre ses portes en juillet 2010, présentant les recherches approfondies entreprises sur l'histoire entourant le château.
English Heritage a la tutelle du donjon mais le château de Farnham gère désormais les visiteurs du donjon.